# تپه پنج چاهی ۷
تپه پنج چاهی ۷ مربوط به عصر آهن دو I است و در شهرستان دورود، بخش سیلاخور، دهستان چالانچولان، ۱۳۰۰ متری شمال شرق روستای زرگران علیا واقع شده و این اثر در تاریخ ۲۸ شهریور ۱۳۸۶ با شمارهٔ ثبت ۱۹۵۵۲ به‌عنوان یکی از آثار ملی ایران به ثبت رسیده است.